# Elaine Noble
Elaine Noble (New Kensington, Pensilvânia, 22 de janeiro de 1944) é uma ex-política norte-americana. Foi deputada estadual em Massachusetts por dois mandatos, o primeiro iniciado em janeiro de 1975. Ela foi a primeira candidata abertamente lésbica a ser eleita para o legislativo de um estado nos EUA.
Em ambos os mandatos, ela representou os bairros de Fenway-Kenmore/Back Bay em Boston.
Foi uma ativista dos direitos LGBT em Boston.